# Тужилов (Ивано-Франковская область)
Тужи́лов (укр. Тужилів) — село в Калушской общине Калушского района Ивано-Франковской области Украины.
Население по переписи 2001 года составляло 1795 человек. Занимает площадь 9,87 км². Почтовый индекс — 77346. Телефонный код — 03472.